# Miwa Harimoto
Miwa Harimoto (n. 2008, Sendai, Japonia) este o jucătoare de tenis de masă ce a reprezentat Japonia, medaliată olimpică. A participat la 1 ediție a Jocurilor Olimpice (2024) în care a câștigat 1 medalie de argint.

## Participări
Lista de mai jos prezintă principalele competiții la care a participat Miwa Harimoto de-a lungul carierei.
- Tenis de masă la Jocurile Olimpice de vară din 2024 - echipe feminin